# Aarhus Faculty of Health Sciences
Health, Aarhus Universitet er et af de fire fakulteter ved Aarhus Universitet og består af fem institutter.
Fakultetet udbyder uddannelser inden for hele det sundhedsvidenskabelige felt, bl.a. læge, tandlæge, idræt og folkesundhedsvidenskab. I spidsen for fakultetet står dekan Lars Bo Nielsen.

## Institutter
Institutter under Health, Aarhus Universitet er:
- Institut for Biomedicin
- Institut for Folkesundhed
- Institut for Klinisk Medicin
- Institut for Odontologi og Oral Sundhed
- Institut for Retsmedicin

## Historie
Det Lægevidenskabelige Fakultet ved Aarhus Universitet (AU) blev grundlagt i 1936, otte år efter at Aarhus Universitet blev oprettet.
I 1933 begyndte undervisningen af de første medicinske studenter med "den lægevidenskabelige forberedelseseksamen", kantussen.
I årene 1933-1953 kunne studerende tage en del prøver ved fakultetet, men først fra 1952 blev det muligt også at aflægge den afsluttende eksamen i Aarhus. På daværende tidspunkt var 729 studerende indskrevet ved fakultetet ud af universitetets dengang i alt 1.750 studerende.
I 1992 kom Aarhus Tandlægehøjskole med i Det Lægevidenskabelige Fakultet, og fakultetet skiftede navn til Det Sundhedsvidenskabelige Fakultet.
I 2000 blev et sundhedsvidenskabeligt uddannelsescenter og bibliotek indrettet i den bygning, som tidligere rummede "Fødselsanstalten i Jylland". Huset blev omdøbt til "Victor Albeck Bygningen" efter Victor Albeck, som var den første overlæge ved Fødselsstiftelsen og en af universitetets fædre.
I 2011 blev Det Sundhedsvidenskabelige Fakultet omdøbt til Health.

## Samarbejde med hospitalerne
Siden grundlæggelsen af fakultetet i 1936, har der været et tæt samarbejde mellem fakultet og byens hospitaler, som i dag alle er samlet under Aarhus Universitetshospital. Der samarbejdes både omkring den kliniske undervisning og om den forskning, der foregår på alle hospitaler i Region Midtjylland.

## Nobelpris
Fra begyndelsen af 1950'erne blev der forsket i cellemembraner ved Fysiologisk Institut. Det arbejde resulterede senere i, at Jens Christian Skou opdagede natrium-kalium-pumpen, som han i 1997 modtog Nobelprisen i kemi for.